# Sematophyllum subcespitosum
Sematophyllum subcespitosum är en bladmossart som beskrevs av F. D. Bowers 1974. Sematophyllum subcespitosum ingår i släktet Sematophyllum och familjen Sematophyllaceae. Inga underarter finns listade i Catalogue of Life.